# Vohančice
Vohančice település Csehországban, a Brno-vidéki járásban. Vohančice Nelepeč-Žernůvka, Březina, Předklášteří, Úsuší, Tišnov és Heroltice településekkel határos. Lakosainak száma 199 fő (2024. január 1.).

## Népesség
A település lakosságának változását az alábbi diagram mutatja:
| Lakosok száma | 177  | 188  | 187  | 190  | 145  | 169  | 188  | 201  | 197  | 199  |
|               | 1869 | 1900 | 1921 | 1961 | 1980 | 2011 | 2016 | 2019 | 2021 | 2024 |